# Finbarr

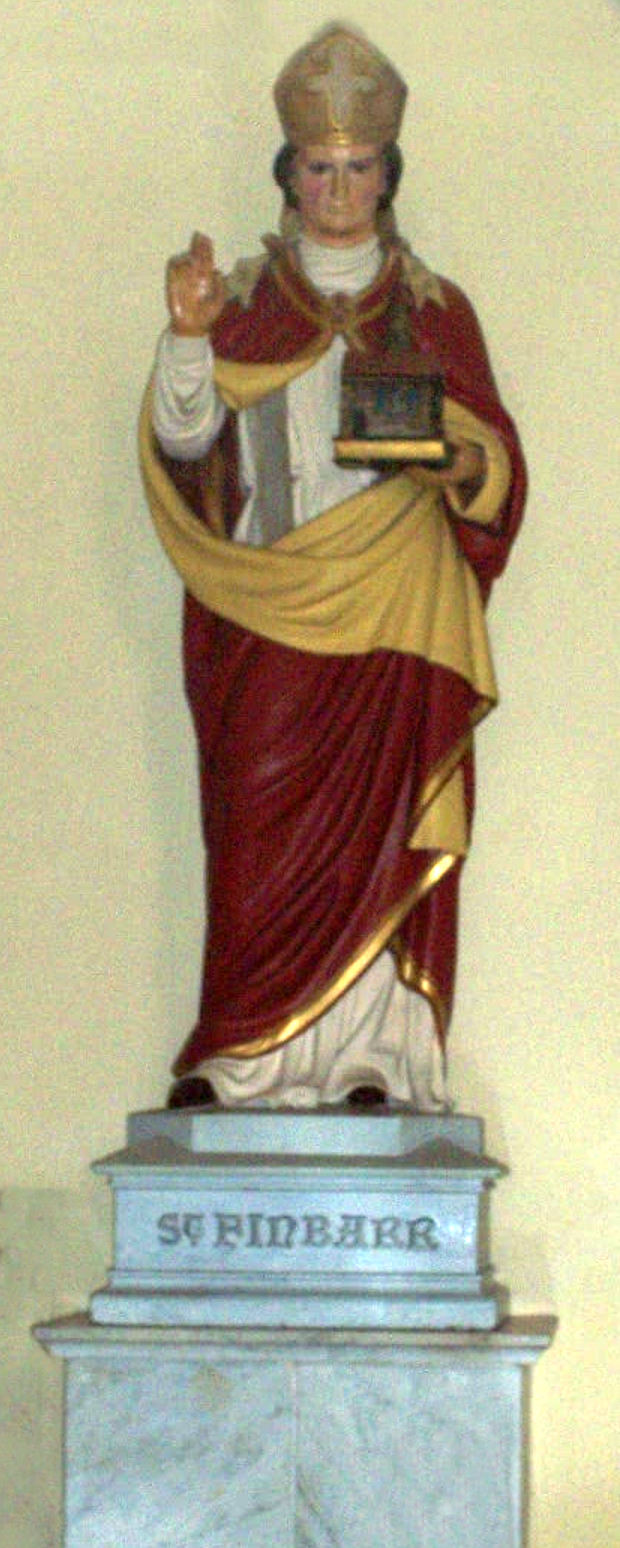
St. Finbarr

Der heilige Finbarr (engl. Saint Finbarr, ir. meist Naomh Fionnbarra /neːv ˈf´junbɑrə/) (* um 550; † 623) war Bischof von Cork und ist Schutzheiliger für die Stadt und Diözese Cork. Als weitere Formen des Namens sind auch Finbarre, Finebarr und Fin Barre belegt.
Geboren wurde er wahrscheinlich in der Nähe von Bandon unter dem Namen Luan oder Lochan. Ihm wird ein Studium im County Kilkenny nachgesagt, wo er Fionnbharr (irisch für „Blondschopf“) genannt wurde. Finbarr starb bei Cloyne in Cork und wurde in Gill Abbey begraben – der Platz, wo heute die Saint Finbarr’s Cathedral in Cork steht.

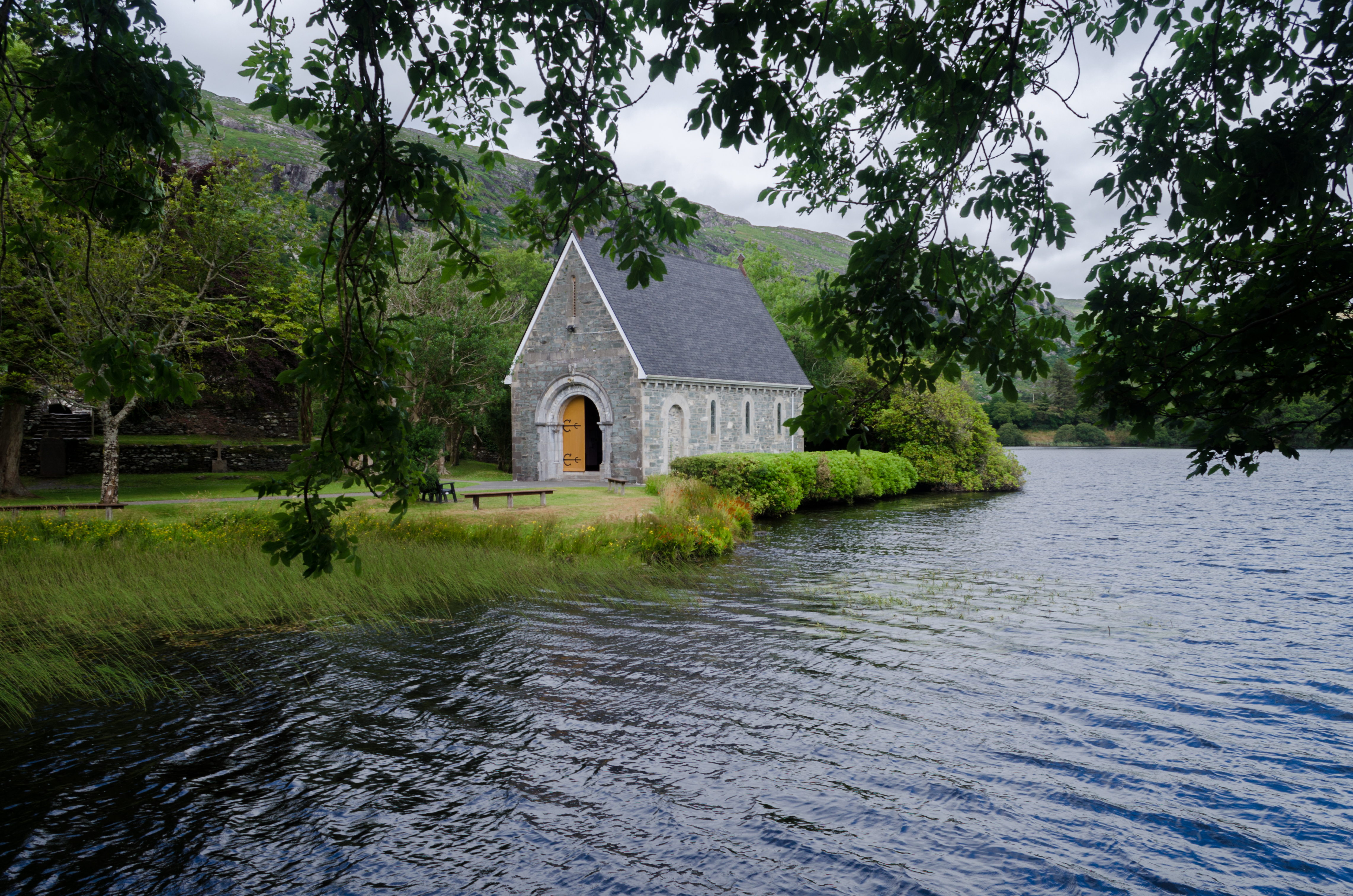
St. Finbarr’s Oratory

Finnbar wird sowohl von den Katholiken als auch Protestanten verehrt. Sein Gedenktag ist der 25. September. Der führende irische Hagiologe Pádraig Ó Riain hält es für nicht unwahrscheinlich, dass Finbarr nie als Person existiert hat, sondern durch christliche Übernahme einer lokalen vorchristlichen Gottheit „entstanden“ ist.